# Аса (Атлантски Пиринеји)
Аса (фр. Assat) насеље је и општина у југозападној Француској у региону Аквитанија, у департману Атлантски Пиринеји која припада префектури По.
По подацима из 2011. године у општини је живело 1752 становника, а густина насељености је износила 185,01 становника/km². Општина се простире на површини од 9,47 km². Налази се на средњој надморској висини од 210 метара (максималној 323 m, а минималној 199 m).

## Демографија
| 1962. | 1968. | 1975. | 1982. | 1990. | 1999. | 2011. |
| ----- | ----- | ----- | ----- | ----- | ----- | ----- |
| 721   | 740   | 865   | 1.055 | 1.244 | 1.479 | 1.752 |

График промене броја становника у току последњих година